# Distrito de Lenzburg
Lenzburg é um distrito da Suíça, localizado no cantão de Argóvia. Tem 102,71 km² de área e sua população em 2019 foi estimada em 64.366 habitantes. Sua sede é a comuna de Lenzburg.

## Comunas
| Brasão           | Comuna           | População (31 de dezembro de 2019) | Área em km2 |
| ---------------- | ---------------- | ---------------------------------- | ----------- |
| Ammerswil        | Ammerswil        | 722                                | 3.19        |
| Boniswil         | Boniswil         | 1.480                              | 2.78        |
| Brunegg          | Brunegg          | 874                                | 1.56        |
| Dintikon         | Dintikon         | 2.254                              | 3.73        |
| Egliswil         | Egliswil         | 1.477                              | 6.29        |
| Fahrwangen       | Fahrwangen       | 2.280                              | 5.00        |
| Hallwil          | Hallwil          | 879                                | 2.18        |
| Hendschiken      | Hendschiken      | 1.322                              | 3.52        |
| Holderbank       | Holderbank       | 1.377                              | 2.32        |
| Hunzenschwil     | Hunzenschwil     | 4.038                              | 3.27        |
| Lenzburg         | Lenzburg         | 10.822                             | 11.33       |
| Meisterschwanden | Meisterschwanden | 2.955                              | 6.86        |
| Möriken-Wildegg  | Möriken-Wildegg  | 4.498                              | 6.62        |
| Niederlenz       | Niederlenz       | 4.765                              | 326         |
| Othmarsingen     | Othmarsingen     | 2.929                              | 4.71        |
| Rupperswil       | Rupperswil       | 5.483                              | 6.22        |
| Schafisheim      | Schafisheim      | 3.031                              | 6.33        |
| Seengen          | Seengen          | 4.081                              | 10.35       |
| Seon             | Seon             | 5.223                              | 9.61        |
| Staufen          | Staufen          | 3.876                              | 3.58        |
| Total            |                  | 64.366                             | 102.75      |